# Bardo Thödol
D'autres ouvrages sont qualifiés de Livre des morts
Le Bardo Thödol, (tibétain : བར་དོ་ཐོས་གྲོལ, Wylie : bar do thos grol, « la libération par l'écoute dans les états intermédiaires »), publié en français sous le titre de Livre des morts tibétain, est un texte du bouddhisme tibétain décrivant les états de conscience et les perceptions qui se succèdent pendant la période qui s’étend de la mort à la renaissance. L’étude de son vivant ou la récitation du principal chapitre par un lama lors de l’agonie ou après la mort est censée aider à la libération du cycle des réincarnations, ou du moins à obtenir une meilleure réincarnation.

## Les thödols

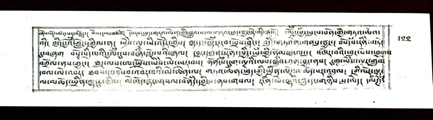
Page d’un livre des morts bönpo

Le nom de l’ouvrage, composé de bardo (état intermédiaire), de thö (entendre) et de dol (libérer), signifie libération par l’audition pendant les stades intermédiaires [entre la mort et la renaissance]. Entendre le texte récité, ou le connaître par cœur, peut aider le défunt à se libérer du samsara au moment de la mort.
Le nom de thödol s’applique à différents textes dont la récitation aux morts a le pouvoir de libérer des renaissances. Il existe par exemple un livre des morts associé au Bonpo : La lampe qui illumine la libération par l’écoute pendant les bardos (wylie : sNyan brgyud bar do thos grol gsal sgron chen mo), qui ressemble au livre tibétain des morts et pourrait l'avoir précédé de deux siècles.
En 2005, une traduction plus complète est publiée en anglais,, laquelle est traduite en français en 2009,.

## Origine
Cet ouvrage est lié à l’école nyingmapa, dont la tradition voit dans certains textes sacrés d'auteurs prestigieux des redécouvertes par des Tertöns d’ouvrages cachés dénommés terma. Le Bardo Thödol est un terma attribué à Padmasambhava, fondateur de l'école, et redécouvert sur le mont Gampodar par le fils âgé de 15 ans de Maître Nyida Sangye, Karma Lingpa (~1350). L'ouvrage, composé par Padmasambhava, fut écrit par sa parèdre ou épouse Yeshe Tsogyal au VIIIe siècle. Le mont Gampodar ou Gampo Dar se situe sur le territoire du monastère de Daklha Gampo.

## Contenu

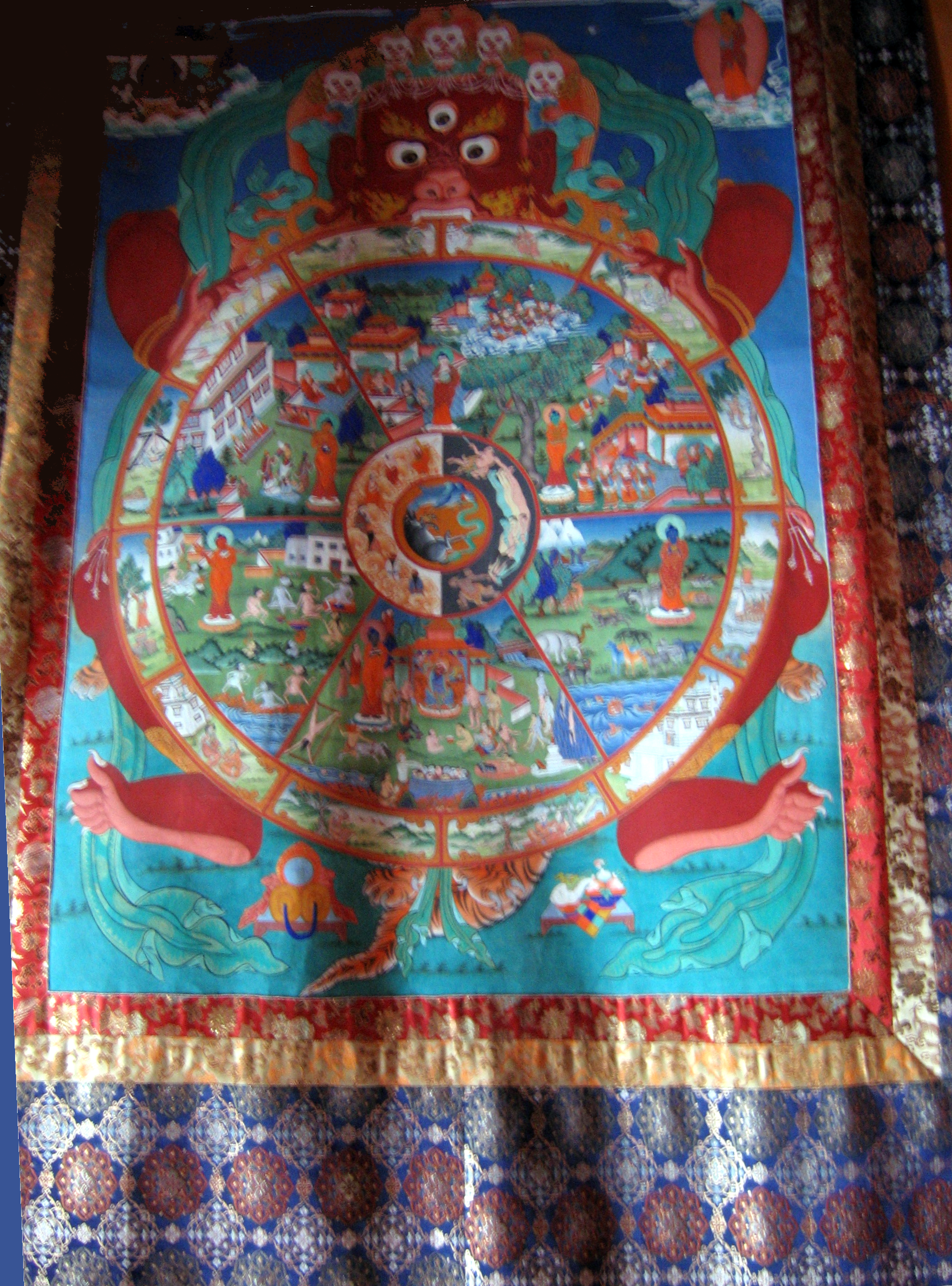
Thangka tibétain représentant la Roue de l'existence karmique comportant les six royaumes de la cosmologie bouddhiste (Ladakh)

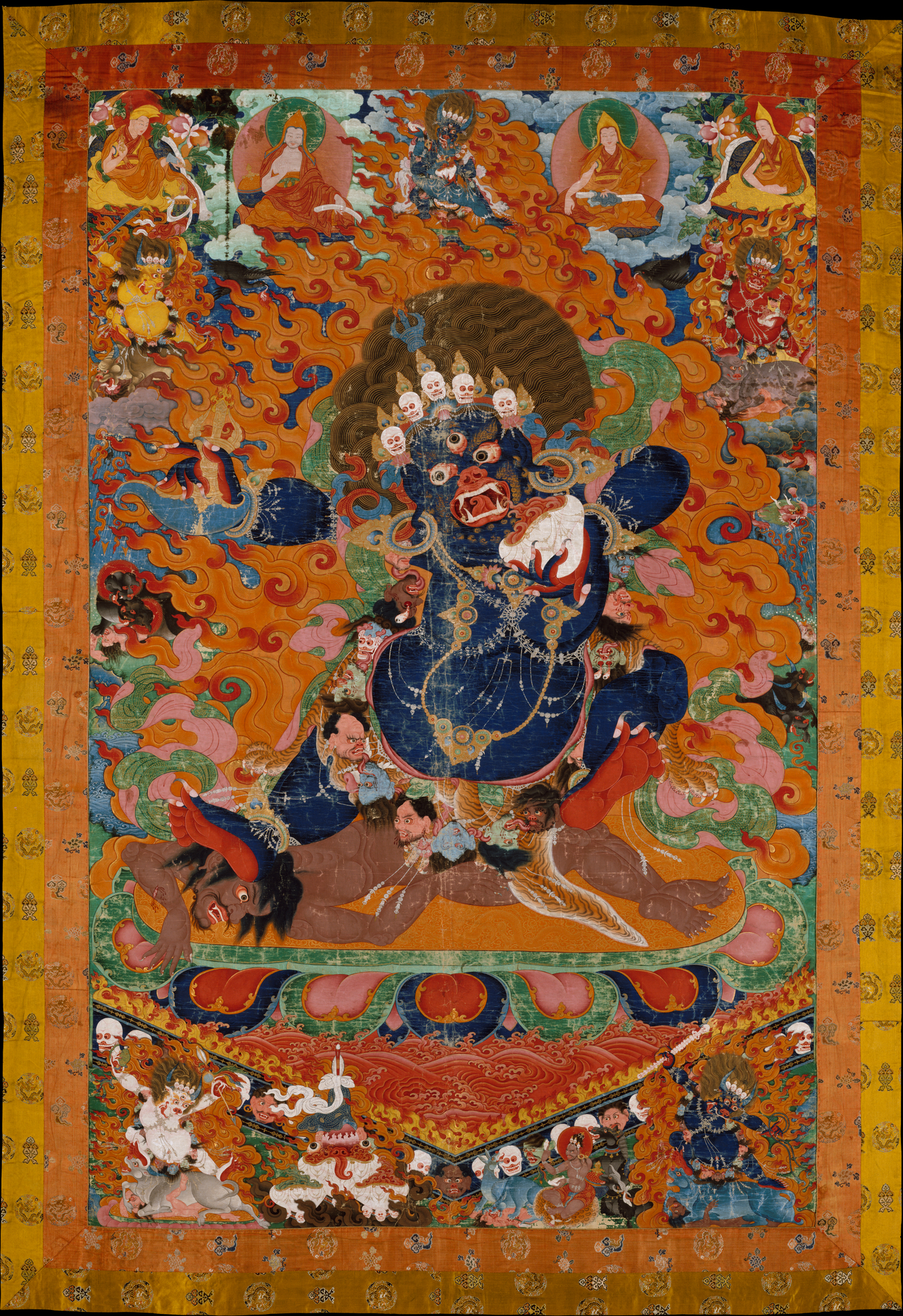
Yama, fin XVIIe siècle - début XVIIIe siècle, Tibet, Metropolitan Museum of Art

L’ouvrage contient la description des transformations de la conscience et des perceptions au cours des trois états intermédiaires qui se succèdent de la mort à la renaissance, ainsi que des conseils pour échapper aux réincarnations, ou du moins obtenir une meilleure réincarnation :
- Le Chikhai Bardo ou étape du trépas, au moment de la mort et dans les instants qui la suivent : l'esprit est confronté à la claire lumière primordiale, une luminosité brillante, liée à la nature fondamentale de son esprit et qui en est la projection ; un défunt, qui a été avancé sur un plan spirituel durant sa vie pourra la reconnaitre et demeurer en confrontation avec elle, ce qui peut lui permettre d'échapper au cycle des renaissances. Cette étape correspond au Dharmakāya[9]. Dans le cas contraire, le défunt sombre dans l'inconscience, sa conscience s’estompe totalement pendant 3 à 7 jours jusqu’à l’étape suivante[10].
- Le Chonyid Bardo  ou étape de l’expérience de la réalité : elle survient 4 à 7 jours après l’étape précédente. Durant ce second bardo, au cours de 5 jours consécutifs, le défunt se trouve en présence de 5 Bouddhas, associés à une luminosité brillante, tandis qu’une autre luminosité pâle est aussi présente. Il s’agit de Vairocana, Vajrasattva, Ratnasambhava, Amitabha et Amoghasiddhi. Du fait du karma négatif, l’esprit du défunt peut-être attiré par la pâle luminosité, et effrayé par la luminosité brillante. La lecture du Bardo Thödol vise à rassurer l’esprit du défunt, lui faisant prendre conscience que ses visions n’émanent que de son propre esprit, l’incitant à préférer les luminosités brillantes associées à la sagesse des Bouddhas[11]. La conscience se réveille et perçoit un mandala de 42 déités sous leur forme paisible ; après sept autres jours il est remplacé par un mandala de 58 déités courroucées. Si le défunt peut les reconnaitre comme des formes de réalité de la conscience et les « prendre pour mères », il peut encore éviter de poursuivre son chemin vers la renaissance, ou se préparer à une meilleure réincarnation[12].
- Le Sidpa Bardo ou étape de la renaissance : après un certain nombre de jours, le défunt acquiert un corps mental doté des 5 sens ; il peut voir sa famille, circuler dans le monde en traversant les obstacles. Il a ensuite la vision de ses bonnes et mauvaises actions comptées respectivement à l’aide de pierres blanches et noires. Puis Yama se saisit de lui et le dévore organe par organe jusqu'aux os. Enfin, arrive le moment de la réincarnation, à moins qu'une technique de dernier ressort, dite « obturation de l'entrée de la matrice », ne permette au défunt d'éviter la venue au monde. Celle-ci peut se faire dans l’un des six états suivants : déité, déité inférieure, humain, animal, esprit avide, esprit torturé. Dans le cas d’une réincarnation humaine, la conscience est attirée par la vision du couple parental engagé dans l’acte sexuel[13].

Sont également décrits dans le texte trois autres bardos qui ne sont pas spécifiques à la mort, mais appartiennent à l’expérience des vivants : celui de l’état de conscience ordinaire, celui du rêve, celui de la méditation profonde.
L’ouvrage mentionne les rituels à observer et les 4 prières récitées par les lamas :
-1. L’invocation aux Bouddhas et Boddhisattvas;
-2. Le sentier des bons souhaits pour être sauvé du dangereux passage étroit dans  le Bardo;
-3. Les paroles fondamentales des six Bardos;
-4. Le sentier des bons souhaits qui protège  de la peur dans le Bardo.
Dans le cas où le corps n’est pas présent, une effigie sur papier du défunt, appelée jangbu, est attachée à un bâtonnet et placée sur l’autel. À l’issue du rituel, le lama la brûle, libérant ainsi l’âme de ses fautes ; celle-ci se réincarne aussitôt.
La version intégrale contient de plus des descriptions des différents signes annonçant un proche trépas, et comment éventuellement en repousser l'échéance.
L’ensemble témoigne de l’expérience de la formation et de la dissolution des divers états de conscience, obtenue grâce à la méditation. Un parallèle a été fait entre le chikhai bardo et l'expérience de mort imminente. On reconnait également l’influence des croyances et pratiques prébouddhiques appelées bön et des traditions populaires.

### Traductions, interprétations et emprunts

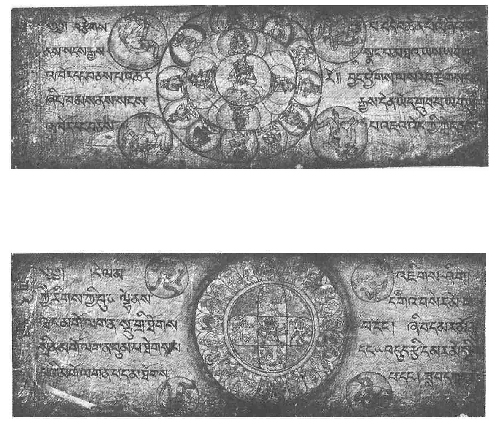
Folios 35 et 67 du manuscrit

La renommée du Bardo Thödol en Occident remonte à la découverte de sa partie principale, les étapes du bardo, par le théosophe américain Walter Evans-Wentz, qui le fit traduire par Lama Kazi Dawa Samdup. Jung en fit un commentaire psychologique.
Dans les années 1960, Timothy Leary et Ralph Metzner s’en inspirèrent pour écrire The Psychedelic Experience sur les effets du LSD. John Lennon en tire Tomorrow Never Knows.
En 1992, Sogyal Rinpoché publia pour la première fois un ouvrage présentant la perspective spirituelle bouddhiste basée sur la compréhension des bardos, Le Livre tibétain de la vie et de la mort.
La première version intégrale en anglais a été publiée en 2005, traduite par Gyurme Dorje et révisée par Thupten Jinpa, traducteur officiel du Dalaï Lama, et Graham Coleman.
C'est en s'inspirant, entre autres, du Bardo Thödol, que l'ésotériste italien Tommaso Palamidessi (1915-1983) a rédigé son ouvrage Il libro cristiano dei morti, Rome 1985 (Livre chrétien des morts), recueil de prières et d’exhortations que l’officiant doit lire à intervalles réguliers après la mort de l’assisté, pour orienter son esprit dans l’au-delà et l’aider ainsi à se délivrer du cycle des réincarnations.
Antoine Volodine (né en 1949) a écrit un roman formé de sept récits autour du Bardo Thödol, qui fut publié pour la première fois en 2004.
Pierre Henry ainsi que Éliane Radigue et Symbol Of Subversion en ont donné une interprétation musicale.
Le film de Gaspar Noé Enter the Void fonde sa structure narrative sur la succession des états de conscience, de la mort du héros à son incarnation.

## Comparaison avec l’expérience de mort imminente
Dans son ouvrage Le Livre tibétain de la vie et de la mort, Sogyal Rinpoché écrit que certains Occidentaux assimilent l’expérience de mort imminente (NDE, de l'anglais near death experience) aux descriptions du Bardo Thödol. Sogyal Rinpoché note que la question méritera une étude dépassant le cadre de son livre. Il aborde cependant la question en termes de similitudes et différences. Il note que l’expérience de sortie hors du corps de la NDE correspond à la description du Livre tibétain des morts. Il mentionne qu’au Tibet, les Tibétains sont familiers avec le phénomène de délok (dé lok, qui est revenu de la mort), une notion décrite par Françoise Pommaret dans son ouvrage Les Revenants de l'au-delà dans le monde tibétain, publié aux éditions du CNRS en 1989. L’expérience des déloks correspond au Bardo Thödol et à la NDE.
Le Dr Christophe Fauré note également, dans Cette vie… et au-delà – Enquête sur la continuité de la conscience après la mort, des similitudes entre les rapports circonstanciés d’expériences de mort imminente étudiés par de nombreux médecins à travers le monde et les descriptions bouddhistes du Bardo Thödol.
Dans l'ouvrage Dormir, rêver, mourir : explorer la conscience avec le Dalaï-Lama, un débat est ouvert entre des scientifiques et le dalaï-lama, où ce dernier donne des arguments en faveur d'un état de rêve, et non d'une sortie hors du corps de l'esprit.

## Extrait
Début de la récitation : le chikhai bardo extrait de Textes Tibétains inédits traduit par Alexandra David-Néel :
« As-tu reçu l'enseignement du sage gourou initié au mystère du bardo ? Si tu l'as reçu, rappelle-le à ta mémoire et ne t'en laisse pas distraire par d'autres pensées. Conserve fermement ton esprit lucide. Si tu souffres, ne t'absorbe pas dans la sensation de la souffrance. Si tu éprouves un reposant engourdissement d'esprit, si tu te sens t'enfoncer dans une calme obscurité, un apaisant oubli, ne t'y abandonne pas. Demeure alerte. Les consciences qui ont été connues comme étant (nom du mourant) tendent à se disperser. Retiens-les unies par la force de l'Yid kyi namparshéspa (tibétain : ཡིད་ཀྱི་རྣམ་པར་ཤེས་པ  ; wylie : yid kyi rnam par shes pa; français : conscience du mental). Tes consciences se séparent de ton corps et vont entrer dans le Bardo. Fais appel à ton énergie pour les voir en franchir le seuil en ta pleine connaissance. La clarté fulgurante de la Lumière sans couleur et vide va, plus rapide que l'éclair, t'apparaître et t'envelopper. Que l'effroi ne te fasse point reculer et perdre conscience. Plonge-toi dans cette lumière. Rejetant toute croyance en un ego, tout attachement à ton illusoire personnalité, dissous son Non-être dans l'Être et sois libéré. Peu nombreux sont ceux qui, n'ayant pas été capables d'atteindre la Libération au cours de leur vie, l'atteignent à ce moment si fugitif qu'il peut être dit sans durée. Les autres, sous l'effet de l'effroi ressenti comme un choc mortel, perdent connaissance. »

## Traductions
- Lama Kazi Dawa Samdup, Dr W. Y. Evans-Wentz (traducteur tibétain/anglais) et Mme M. La Fuente (traductrice anglais/français], préface de Jacques Bacot, Bardo Thödol . Livre des morts tibétain ou Les expériences d'après la mort dans le plan du Bardo, Paris, Librairie d'Amérique et d'Orient., 1979, 227 p. (pas d'ISBN).

La première édition de 1933, chez le même éditeur, compte 242 p. et contient un commentaire du psychologue Carl Gustav Jung, qui n'a pas été repris dans l'édition de 1979. Il y a eu deux réimpressions en 1981 et 1998,  (ISBN 2-7200-0001-9).
- Alexandra David-Néel Textes Tibétains inédits, La Colombe, Paris, 1952
- Ferdinand Springer, Le Bardo Thödol : livre des morts tibétain, Les Exemplaires, 1957 (version comportant 12 gravures du peintre).
- Bardo Thödol, Le livre des morts tibétain , découvert par Siddha Karma Lingpa sur le mont Gampo Dar, préfacé par Lama Anagarika Govinda, présenté par Eva K. Daryay en collaboration avec Gesche Lobsang Dargyay, traduit de l'allemand par Valdo Secretan, revu et corrigé sur le texte tibétain sous la direction de Lama Teunzang au monastère de Karma Migyur Ling, Albin Michel, coll. « Spiritualités vivantes », Paris, 1981,  (ISBN 2226012869)
- Padmasambhava, Karma Lingpa, Francesca Fremantle, Chögyam Trungpa Rinpoché 1992 Le livre tibétain des morts: la grande libération par l'audition pendant le bardo, Courrier du livre,  (ISBN 2702901476)
- Robert A.F. Thurman Le Livre des morts tibétain , Padmasambhava, Editeur : Bartillat,1995,  (ISBN 2841003892), et Editeur : LGF - Livre de Poche (1997)  (ISBN 2253143324)
- Padmasambhava, Philippe Cornu, Matthieu Ricard (traduction)   Le Livre des morts tibétain: La grande libération par l'écoute dans les états intermédiaires, 2009, Editeur : Buchet-Chastel,  (ISBN 9782283023143)
- (en) Gyurme Dorje (traduction), Graham Coleman et Thubten Jinpa (relecture), Tibetan Book of the Dead, Penguin Books Ltd, 2005,  (ISBN 978-0-7139-9414-8)